# Космынино (станция)
Космы́нино — пассажирско-грузовая железнодорожная станция Ярославского региона Северной железной дороги, находящаяся в селе Космынино Костромской области.

## История
Станция открыта в 1887 году. Названа по близлежащей к югу деревне Космынино. Использовалась для вывоза торфа с разработок торфяников Космынинского болота.

## Описание
Станция является разъездом для пассажирских и грузовых поездов, а также пригородных электропоездов. На станции 3 пути, все электрифицированы. Раньше существовал 4 путь, разобранный недавно и не полностью. Контактная сеть для четвёртого пути также частично уцелела. Со стороны Ярославля (южной горловины станции) отходит путь к погрузочной платформе (сейчас ни путь, ни платформа не используются, хотя там стоят несколько вагонов).
На станции, ближе к северной горловине, имеются две пассажирские низкие платформы — боковая и островная. Платформы рассчитаны на прием 18-ти вагонного пассажирского поезда. Также в 2009 году на станции построено станционное здание. Имеется касса для продажи билетов на пригородные поезда.

## Дальнее следование по станции
По состоянию на декабрь 2018 года через станцию курсируют следующие поезда дальнего следования:
| Круглогодичное обращение поездов | Круглогодичное обращение поездов | Круглогодичное обращение поездов | Круглогодичное обращение поездов |
| № поезда                         | Маршрут движения                 | № поезда                         | Маршрут движения                 |
| -------------------------------- | -------------------------------- | -------------------------------- | -------------------------------- |
| 95                               | Кострома — Ярославль             | 96                               | Ярославль — Кострома             |
| 147                              | Кострома — Москва                | 148                              | Москва — Кострома                |

| Сезонное обращение поездов | Сезонное обращение поездов | Сезонное обращение поездов | Сезонное обращение поездов |
| № поезда                   | Маршрут движения           | № поезда                   | Маршрут движения           |
| -------------------------- | -------------------------- | -------------------------- | -------------------------- |
| 433                        | Кострома — Санкт-Петербург | 434                        | Санкт-Петербург — Кострома |

## Пригородное сообщение по станции
| № поезда             | Маршрут движения                   |
| -------------------- | ---------------------------------- |
| 6403/6404            | Кострома-Новая — Ярославль-Главный |
| 6405/6406            | Ярославль-Главный — Кострома-Новая |
| 6409/6410            | Кострома-Новая — Ярославль-Главный |
| 6412                 | Нерехта — Кострома-Новая           |
| 6413/6414            | Ярославль (депо) — Кострома-Новая  |
| 6427/6428 (экспресс) | Кострома-Новая — Ярославль-Главный |
| 6429/6430 (экспресс) | Ярославль-Главный — Кострома-Новая |
| 6431/6432 (экспресс) | Кострома-Новая — Ярославль-Главный |
| 6433/6434 (экспресс) | Ярославль-Главный — Кострома-Новая |